# Loqiemean
Рома́н Вениами́нович Худяко́в (род. 28 декабря 1993, Томск, Россия), более известный под псевдонимом Loqiemean (рус. Локими́н), часто сокращаемом до просто Ло́ки — российский хип-хоп-исполнитель, EDM-продюсер, битмейкер, диджей и звукорежиссёр. Участник творческого объединения Kultizdat. За свою музыкальную карьеру рэпер
 выпустил пять студийных альбомов, четыре мини-альбома и семь музыкальных видеоклипов.

## Биография и музыкальная карьера

### Ранний период. Юность. Начало музыкальной карьеры
Родился 28 декабря 1993 года в Томске и жил там до 8 лет. В 2002 году переехал в город Мирный (Якутия) и прожил там более пяти лет, но потом вернулся обратно на родину. Детство проходило, как утверждает Роман, «хуже, чем в центральной части России». В 2007 году, в 13 лет, увлёкся FL Studio, программой для написания музыки. Поначалу пользовался ей как любитель, но вскоре с её помощью начал серьёзно заниматься музыкальным творчеством. В период с 2006 по 2011 писал музыку в стиле классического хип-хопа. Первые свои работы, которые юный музыкант на то время считал хорошими, принёс на радио, но получил отказ. В 2011 году появился проект Loqiemean, в котором Роман писал электронную музыку под вдохновением Skrillex и многих других электронных музыкантов. В 2014 году Oxxxymiron приглашает его в свой тур «арХХХеология» в качестве диджея по причине болезни Porchy.

### 2015—2017. Начало исполнительской деятельности.My Little Dead Boy
В 2015 году выпустил дебютную работу в качестве исполнителя «Wasted: Part 2», совместную со SlippahNeSpi, более известным как Young P&H из проекта Big Russian Boss & Young P&H.
20 апреля 2016 года выпустил первый полноформатный студийный альбом My Little Dead Boy с участием «Убийцы Crystal», Шымми, Motaspace, Fetre, Kovalevsky, NDS Flava, SlippahNeSpi, Охры, Porchy, Markul’а, ATL’а и Oxxxymiron’а. В альбоме также должны были быть битмейкеры 4EU3 и Рома Англичанин из «ЛСП», но Роман Худяков от них материала не дождался. Летом этого же года попал в список самых примечательных новичков хип-хоп-индустрии «Новый Флоу» по версии сайта The Flow. В этом же году переехал жить в Москву, вступил в творческое объединение Kultizdat, а также выступил на разогреве у Oxxxymiron в рамках Takeover Tour в нескольких городах.

### 2017 — настоящее время.Beast Of No Nation, «Повестки», «СЭА», «Контроль», «ACCEPT ALL COOKIES»
30 марта 2017 года в свет выходит второй полноценный альбом — и первый в качестве исполнителя — Beast Of No Nation, в котором затрагиваются главные проблемы жизни в России.
23 мая 2017 года выпускает свой дебютный музыкальный видеоклип «На фоксе», который вошёл в вышеупомянутый альбом.
7 ноября 2017 выпустил свой второй по счёту и первый профессиональный музыкальный видеоклип «Королева» из предстоящего мини-альбома «Повестка», который исполнен в романтическо-мистическом стиле.
8 ноября 2017 года представил публике 7-трековый мини-альбом «Повестка» с гостевыми куплетами от «Убийцы Crystal», AЗA#ZLО и Kid Sole.
12 и 17 ноября 2017 года дал свои сольные концерты в Москве и Санкт-Петербурге, организованные агентством Booking Machine.
13 февраля 2018 года стало известно, что Loqiemean стал новым артистом концертного агентства Booking Machine, главой которого является Oxxxymiron.
1 апреля 2018 года представил публике 9-трековый мини-альбом «Повес2ка».
30 апреля Роман выступил на митинге «За свободный Интернет против блокировки мессенджера Telegram на территории России», который прошёл в Москве на проспекте Академика Сахарова. 25 июля 2018 года выходит третий видеоклип «Быть дауном», в котором в камео появляется упоминаемый в тексте Баста, трек которого вышел на вышеупомянутом релизе. Видеоработа вышла в честь 20-летия киноленты «Большой Лебовски», по мотивам которого был снят клип. Видеоработа вызвала бурную реакцию пользователей сети Интернет и пришлась по нраву многим зрителям, а также вызвала критику со стороны общественности. Благотворительный фонд «Синдром любви», во главе актрисы и телеведущей Эвелины Блёданс, обратился к Басте, Oxxxymiron и самому Loqiemean с сообщением: «Вы осознанно и больно задели десятки тысяч семей, где растут дети с синдромом Дауна. Вы и завтра, и послезавтра продолжите это делать. Зачем?». Ответной реакции от представителей Booking Machine и Gazgolder не последовало. 9 августа 2018 года вышел большой лонгмикс «Konstrukt» со всеми действующими артистами Booking Machine в преддверии крупного фестиваля. Помимо Романа в нём приняли участие Porchy, May Wave$, Jeembo, Thomas Mraz, Tveth, Souloud, Markul и Oxxxymiron.
15 февраля 2019 года вышел третий по счёту студийный альбом Романа под названием «Сожги этот альбом».
3 апреля 2020 года вышел второй live-альбом «Зомби надо хоронить».
25 апреля 2020 года был анонсирован альбом «Контроль», который должен выйти в 2021 году.
4 августа 2020 года на официальном канале Loqiemean выходит видео под названием «Snippet», в котором анонсируются (без конкретно указанных дат) два EP под названием «Чёрная метка» в 2020 году и «Пятно» в 2021 году. И следом за ними идёт полный альбом «Контроль».
13 ноября 2020 года вышел студийный EP «Чёрная метка».
5 марта 2021 года вышел студийный альбом «Контроль».
В 2022 году стало известно название следующего студийного альбома, выход которого пришлось отложить — «Как стать человеком».
24 февраля 2022 года, после вторжения России на Украину, участвовал в антивоенной акции в Москве. До этого также негативно отзывался о действиях РФ во внешней политике, в том числе и в отношении Украины.
4 апреля 2022 года также стало известно о начале разработки четвёртого мини-альбома «Пов3стка», который впоследствии разросся до полноценного альбома, состоящего из 16 треков.
9 декабря 2022 года вышел студийный LP «Пов3стка».
6 декабря 2024 года вышел реворк-альбом «У себя на кухне», состоящий из 17 песен.
18 апреля 2025 года вышел альбом "ACCEPT ALL COOKIES", состоящий из 20 песен. В преддверие альбома Роман открыл доступ к сайту, содержащему Advent Calendar. Каждый день открывался определённый контент: сниппеты треков, визуальное оформление альбома, треклист, анонс мероприятий и розыгрыш подарков. 

## Концертный состав
Начиная с 2017 года, Роман выступает на концертах и фестивалях со своей командой LoqieBand, в состав которой входят 6 человек:
- Роман «Loqiemean» Худяков — вокал, бас-гитара (с 2019 года)
- Дмитрий «LDMA» Лапиков — диджеинг (с 2017 года)
- Даниил Лазарев — гитара (2017—2021; временно не имеет возможности выступать в связи с эмиграцией, но не покидал состав)
- Николай Лисняк — гитара (с 2020 года)
- Иван Немов — ударные (2020—2022; временно не имеет возможности выступать в связи с эмиграцией, но не покидал состав)
- Никита «WastedYouth» Голышков — бас-гитара (с 2020 года)

### Бывшие
- Павел «Pablique» Гарбузов — ударные (2017—2019), гитара (2018—2019)
- Сергей «Sonny G» Сокол — гитара (2018—2019)
- Денис Рощев — бэк-вокал (2017—2019), бас-гитара (2019)

## Дискография

### Студийные альбомы
| Год  | Студийный альбом     |
| ---- | -------------------- |
| 2016 | «My Little Dead Boy» |
| 2017 | Зверь Без Нации      |
| 2019 | «Сожги Этот Альбом»  |
| 2021 | «Контроль»           |
| 2022 | «Пов3стка»           |
| 2024 | «У себя на кухне»    |
| 2025 | «Accept all cookies» |

### Мини-альбомы
| Год  | Мини-альбом           |
| ---- | --------------------- |
| 2017 | «Повестка»            |
| 2018 | «Повес2ка»            |
| 2020 | «Чёрная метка»        |
| 2022 | «My Little Alive Boy» |

### Сборники
| Год  | Live-альбомы          |
| ---- | --------------------- |
| 2018 | «Живой Питер '18»     |
| 2018 | Be Down OST           |
| 2020 | «Зомби надо хоронить» |

### Синглы (вышедшие на стриминговых площадках)
| Год  | Сингл                              |
| ---- | ---------------------------------- |
| 2017 | «Стая 1993»                        |
| 2018 | «Горсвет» (при уч. Oxxxymiron)     |
| 2018 | «JIJA»                             |
| 2018 | «Степь» (при уч. 104)              |
| 2018 | «OK LOQI»                          |
| 2019 | «КОАЛКО»                           |
| 2019 | «КОАЛКО (Loqiemean Remix)»         |
| 2020 | «Гвозди»                           |
| 2020 | «Прорубь (Pandemic Live)»          |
| 2021 | «АЛЛО»                             |
| 2021 | «Good Not Ok»                      |
| 2023 | «ФуФ»                              |
| 2023 | «Самовывоз»                        |
| 2023 | «No Comments»                      |
| 2024 | «Паразиты»                         |
| 2024 | «Чёрство» (при уч. Эрика Лундмоен) |
| 2024 | «Буду быть v2»                     |

### Синглы (не вышедшие на стриминговых площадках)
| Год  | Сингл                                       |
| ---- | ------------------------------------------- |
| 2015 | «Wasted: Part 2» (при участии SlippahNeSpi) |
| 2016 | «Athens»                                    |
| 2016 | «Латина»                                    |
| 2016 | «Кости»                                     |
| 2016 | «Кости (Alternative Version)»               |
| 2018 | «MLDB Origins»                              |
| 2018 | «Killer»                                    |
| 2018 | «Лирический герой» (хип-хоп версия)         |
| 2019 | «Отклонение» (при уч. Жака-Энтони)          |
| 2019 | «Свиноферма 2»                              |
| 2019 | «Чёрный день»                               |
| 2021 | «До Того»                                   |

### Участие
| Год  | Название                                                                                          | Альбом       | Режиссёр |
| ---- | ------------------------------------------------------------------------------------------------- | ------------ | -------- |
| 2018 | «Konstrukt» (при уч. Porchy, May Wave$, Jeembo, Thomas Mraz, Tveth, Souloud, Markul и Oxxxymiron) | Внеальбомный | ROHO     |

## Фильмография
| Год  |   | Название       | Роль               |
| ---- | - | -------------- | ------------------ |
| 2019 | с | Последний рейв | Харитон            |
| 2025 | с | ПАТТЕРН        | Играет самого себя |